# Lengua común
En tipología lingüística, recibe el nombre de lengua común el idioma real o supuesto del cual deriva un tronco lingüístico o familia de idiomas. En el caso de las lenguas románicas, en las que se incluye el español, la lengua común es el latín.
Se supone también la existencia de una lengua común indoeuropea y céltica.
Asimismo, desde el punto de vista de las ideologías lingüísticas y de la glotopolítica, se entiende por lengua común aquella lengua que desempeña o pretende desempeñar un papel cohesionador y vertebrador de una sociedad plurilingüe, que por esta razón posee un estatus político y jurídico superior al del resto de las lenguas con las que En un territorio determinado, el papel de "lengua común" puede ejercerlo bien una lengua originaria de dicho territorio, bien una procedente de otros lugares; y puede haber adquirido ese papel como resultado bien de un proceso democrático, bien de un proceso impositivo (en este caso, habitualmente en el marco de un proceso de unificación política y homogeneización cultural).